# جون بالتيمور
جون بالتيمور (بالإنجليزية: John Baltimore)‏ هو موزع أمريكي، ولد في 1978.